# DIC Entertainment

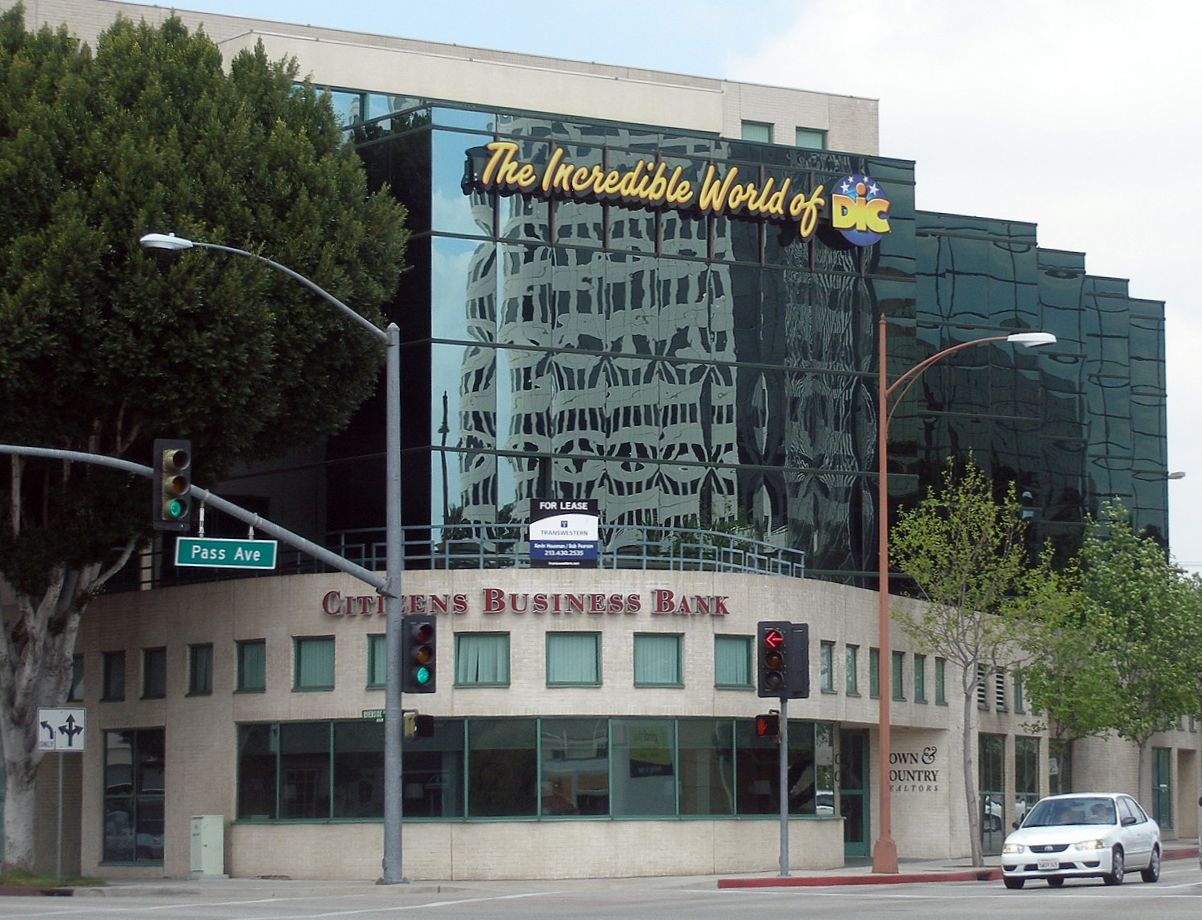
Była siedziba przedsiębiorstwa (Burbank, Kalifornia)

DIC Entertainment (styl. DiC) – amerykańska grupa medialna.
Przedsiębiorstwo powstało w 1971 w Luksemburgu, wchłonięte przez Cookie Jar Group w 2008. Produkowało seriale animowane, fabularne, gry oraz filmy. Do najbardziej popularnych seriali należą:
Inspektor Gadżet, Dennis Rozrabiaka, Łebski Harry oraz Nowe przygody Madeline. Od kiedy DIC Entertainment zostało wchłonięte do Cookie Jar Group (zaś CJG do DHX Media), wszystkie loga DIC-a w jego bajkach wypożyczonych dla telewizji po 2008 r. zostały zastąpione logami Cookie Jar Group łącznie z ich ścieżką dźwiękową (wyjątek to Sonic Underground, który został wyprodukowany w latach 1999–2000, logo DIC-a zostało zastąpione, lecz oryginalna ścieżka dźwiękowa do loga z tych lat została).

## Telewizja
- KidsCo

## Produkcje z polską wersją językową

### Seriale animowane
- Jeż Sonic
- Nastolatki z Beverly Hills
- Karmelowy obóz
- Nowe przygody Kapitana Planety
- Dennis Rozrabiaka
- Ufozaury
- Gadżet i Gadżetinis
- Wesoła siódemka
- Łebski Harry
- Inspektor Gadżet
- Jayce i gwiezdni wojownicy
- Rycerze Zodiaku
- Królewna Złoty Loczek
- Malusińscy
- M.A.S.K.
- Nowe przygody Madeline
- Mary-Kate i Ashley w akcji
- Tajemnicze Złote Miasta
- Tęczowa kraina
- Sabrina (serial animowany)
- Sonic Underground
- Leśna rodzina
- Trollz